# Eurocheque

Deutscher Eurocheque (Vorderseite)

Deutscher Eurocheque (Rückseite)

Österreichischer Eurocheque (Vorderseite)

Österreichischer Eurocheque (Rückseite)

Eurocheque-Logo

Der Eurocheque (Eigenschreibweise: eurocheque) war ein grenzüberschreitend garantierter Scheck der europäischen Kreditinstitute, der in den 1960er-Jahren eingeführt wurde und zum 1. Januar 2002 auslief. Die Einlösung eines Eurocheques wurde durch einen Garantievertrag zwischen Schecknehmer und Bankier gewährleistet, der durch den Schecknehmer und den Scheckaussteller, der sich durch eine besondere Karte (Eurocheque-Karte, EC-Karte) als bevollmächtigt auswies, abgeschlossen wurde.
Die EC-Karte wurde im Laufe der Zeit um die Funktion einer Debitkarte ergänzt, um an einem Bank- oder Sparkassenautomaten Geld abheben zu können.

## Geschichtliche Entwicklung

### Hintergrund für kartengarantierte Schecks
Seit dem Ende der 1950er- und Anfang der 1960er-Jahre führten bargeldlose Lohn-, Gehalts- und Pensionszahlungen zu einem sprunghaften Anstieg der Anzahl der privaten Girokonten. Scheck und Anweisung konnten das Bedürfnis, eine bessere Verfügbarkeit über das Guthaben bzw. ein möglicherweise eingeräumtes Überziehungsdarlehen zu gewährleisten, nicht befriedigen.
Die Verfügbarkeit über das Guthaben wurde vor allem dadurch behindert, dass der Gläubiger des Scheckausstellers, der den Scheck zur Berichtigung einer Verbindlichkeit erfüllungshalber entgegennehmen sollte, wegen des Akzeptverbots bei einem Scheck (Scheckschwäche) nicht sicher sein konnte, ob er den Scheck beim Bankier des Ausstellers auch einlösen konnte. Die Lösung zur besseren Verfügbarkeit war die Scheckgarantiekarte (kurz: Scheckkarte), die dem Verkehrsbedürfnis nach einem garantierten Einstehen des bezogenen Bankiers für die Forderung bis zu einer bestimmten Höchsthaftungssumme Rechnung trug.
Durch den gestiegenen Fremdenverkehr reichte der zunächst nur für den Zahlungsverkehr im Inland vorgesehene kartengarantierte Scheck nicht mehr aus. Es war ein Zahlungsmittel gefragt, das auch im Ausland ähnlich genutzt werden konnte wie im Inland.

### Entstehung des Eurocheque-Systems
Mit der Verwirklichung eines europaweit akzeptierten kartengarantierten Schecks waren ein einzelnes Institut, eine nationale Institutsgruppe und sogar alle Banken und Sparkassen eines Staates überfordert. Daher begann ein Netz bilateraler Absprachen zur gegenseitigen Einlösung garantierter Schecks Europa zu überziehen. Bei einer Zunahme derartiger zwischenstaatlicher Abkommen wäre die Scheckeinlösung von ausländischen Scheckausstellern für die Bankkassierer aufgrund unterschiedlicher Einlösungsrichtlinien kaum mehr handhabbar und mit erheblichen Sicherheitsrisiken behaftet gewesen. 
Auf deutscher Seite trieb vor allem Eckart van Hooven die Europäisierung des kartengarantierten Schecks voran. Für Vereinbarungen zur standardisierten Abwicklung gab es am 10. Mai 1968 eine Konferenz zwischen Geldinstituten und ihren Verbänden aus 15 Staaten über die Möglichkeit der grenzüberschreitenden Zusammenarbeit bei kartengarantierten Schecks. Die deutschen Banken und Sparkassen, gerade ermutigt durch das erfolgreiche Zustandekommen einer gemeinsamen institutsneutralen Scheckgarantiekarte, hatten zu diesem Treffen nach Frankfurt am Main geladen. Es kam zu einer grundsätzlichen Einigung, womit der Grundstein für das Eurocheque-System gelegt wurde. Entscheidend war jedoch die folgende Konferenz, die am 17. und 18. Oktober 1968 auf Einladung der französischen Geldinstitute in Paris stattfand. Man einigte sich auf das Eurocheque-Logo, die Namen Eurocheque und Eurocheque-Karte, die Einlösungsbedingungen und die Verrechnung.
Belgien, die Bundesrepublik Deutschland, Dänemark, Luxemburg, die Niederlande, Österreich sowie die Schweiz und Liechtenstein schlossen sich der Vorgangsweise als „Aktivstaaten“ und Frankreich sowie Monaco, Finnland, Großbritannien, Irland, Italien sowie San Marino, Norwegen, Schweden und Spanien als „Passivstaaten“ an.
Die Aktivstaaten brachten ihre individuellen Scheckkartensysteme in das Eurocheque-System ein. Dabei wurden die jeweiligen Schecks aus den Aktivstaaten mit dem Eurocheque-Logo versehen. Die Schecks waren wie gehabt die Schecks des kontoführenden Geldinstituts. Es gab also anfänglich keine standardisierten Eurocheque-Karten und keine standardisierten Eurocheques.
Derartige Schecks konnten mit Scheckkarten, die das Eurocheque-Zeichen aufwiesen, bei Geldinstituten in allen teilnehmenden Staaten (Aktiv- und Passivstaaten) eingelöst werden, wobei sie in der Währung des Heimatstaates ausgestellt wurden. Der jeweilige Gegenwert abzüglich einer Provision wurde in der lokalen Währung ausbezahlt. Nur im jeweiligen Staat, in dem die Eurocheque-Karte ausgestellt und die Eurocheques ausgegeben wurden, war es den Eurocheque-Karteninhabern möglich, auch bei Handels- und Dienstleistungsunternehmen garantierte Schecks auszustellen.
In den Passivstaaten, die keine Scheckkartensysteme hatten oder sie erst später dem Eurocheque-System zuführten, beteiligten sich die Geldinstitute durch die Einlösung von Schecks in ihren Geschäftsstellen am Eurocheque-System. Ihr Beweggrund war vorwiegend, dem Fremdenverkehr durch ein bequemes Zahlungsmittel zusätzlichen Auftrieb zu geben.
Die Richtlinien für das Eurocheque-System beinhalteten die generellen Einlösebedingungen, die für alle Scheckgarantiekarten gleich galten, die speziellen Bestimmungen für die einzelnen Scheckgarantiekarten (insbesondere des jeweiligen Höchstbetrages) sowie Abbildungen aller Scheckkarten und Schecks.
Die Aufrechnung gegenseitiger Scheckkosten wurde bilateral zwischen den einzelnen Geldinstituten im Zwischenbankverkehr geregelt.
Ab 1. Mai 1969 wurden Schecks im Rahmen des Eurocheque-Systems ausgestellt. Dabei standen von Anfang an etwa 175.000 Zahlstellen zur Verfügung. In den folgenden Jahren nahm sowohl die Anzahl der Aktivstaaten als auch jene der Passivstaaten auf insgesamt 39 zu. Sie beschränkten sich bald nicht mehr nur auf Europa, sondern schlossen auch Staaten des Nahen Ostens und Nordafrikas ein.

### Einheitlicher Eurocheque und einheitliche Eurocheque-Karte
1972 wurden in den Aktivstaaten eine gemeinsame Scheckurkunde und eine einheitliche Scheckgarantiekarte eingeführt. Zweck dieser Urkundenvereinheitlichung war, dass sie den Verwendern ebenso vertraut werde wie die Banknoten. Der einheitliche Eurocheque brachte auch den Wegfall des eingedruckten Währungssymbols mit sich, was eine Voraussetzung für die Bargeldauszahlung in der lokalen Währung und die bargeldlose Bezahlung bei Handels- und Dienstleistungsbetrieben war. Der Nichtbankenbereich wurde ab 1975 geöffnet, wobei diese Entwicklung nicht alle Staaten gleich schnell vollzogen. Damit wurde dem Eurocheque zur Funktion eines internationalen Bargeldbezugsmittels die Funktion eines internationalen bargeldlosen Zahlungsmittels hinzugefügt. Das Format des Eurocheque wurde mit 85 mm × 150 mm festgelegt.
Als Folge des Ausstellens der Eurocheques in der jeweiligen lokalen Währung wurde auch die Provisionierung umgestellt. Erhielt bei der Ausstellung eines Schecks mit dem Eurocheque-Symbol in der Heimatwährung das schecknehmende Geldinstitut die Provision direkt als Abzug vom Auszahlungsbetrag, so wurde bei der Ausstellung eines einheitlichen Eurocheques der Scheckbetrag ausbezahlt oder zur Zahlung verwendet, ohne dass eine Provision verrechnet wurde. Diese erhielt das einreichende Geldinstitut im Rahmen gegenseitiger Kostenverrechnung. Dem Eurocheque-Aussteller wurde die Provision erst bei der Belastung seines Girokontos in Rechnung gestellt.
Aufgrund der zunehmenden grenzüberschreitenden Verwendung des Eurocheque und des Bestrebens, den Ablauf einer Zahlung mit einem Eurocheque zu rationalisieren, wurde die gegenseitige Kostenverrechnung der Banken nicht mehr im Zwischenbankverkehr, sondern über spezielle Eurocheque-Verrechnungszentralen vorgenommen. Ihre Tätigkeit besteht in der internationalen Verrechnung
- von einheitlichen Eurocheques, die in der Währung im jeweiligen Staat ausgestellt wurden, und
- von einheitlichen Eurocheques aus dem jeweiligen Staat, die in verschiedenen Währungen im Ausland ausgestellt wurden.

Durch diese Maßnahmen wurde die Anzahl der Aktivstaaten weiter erhöht, ohne dass es jedoch gelang, alle Staaten in die Ausgabe von Eurocheque-Karten einzubinden. Einige Staaten – wie Frankreich und Großbritannien – waren zwar de jure Aktivstaaten, es wurden jedoch nur wenige Eurocheque-Karten ausgestellt. Andere Staaten wiederum blieben ausschließlich Passivstaaten.

## Funktionsweise
Die Garantiekarte für den Eurocheque überbrückte die Schwäche eines Schecks, nicht durch den Bezogenen angenommen werden zu können (Art. 4 ScheckG). Auf den Scheck geschriebene Annahmevermerke gelten als nicht geschrieben. Deshalb suchte man Wege, um das Einlöserisiko dem Schecknehmer abzunehmen. Dies geschah über den Abschluss eines Garantievertrags zwischen Schecknehmer und Bankier. Nachteilig an diesem Verfahren war, dass der Bankier das Delkredererisiko zu tragen hatte.

Rechtsbeziehung bei einer Eurocheque-Garantie

### Entstehen der Garantie
Der Scheckaussteller musste die Nummer seiner Garantiekarte auf der Rückseite des Eurocheques eintragen. Dadurch konnte die Bank feststellen, ob die Person, für deren Zahlungsfähigkeit sie einstehen sollte, ein berechtigter Kunde von ihr war. Der Garantievertrag zwischen dem Schecknehmer und dem Kreditinstitut kam zustande bei:
- Übereinstimmung der Nummer, der Unterschrift des Ausstellers, des Namens des Kreditinstituts und der Kontonummer auf der Garantiekarte und dem Vordruck für die Eurocheque-Urkunde
- Ausstellung des Eurocheques innerhalb der Geltungsdauer der Garantiekarte
- rechtzeitiger Vorlage des Schecks

Die Garantiekarte musste dem Zahlungsempfänger nicht vorgelegt werden. Die Inhaberschaft der Garantiekarte wies den Scheckaussteller als Vertreter (aA als Übermittlungsbote) des bezogenen Bankiers aus. Der Scheckaussteller schloss für den Bankier einen Garantievertrag mit dem Zahlungsempfänger ab. Mit der Aushändigung des Eurocheques durch den berechtigten Scheckaussteller an den Schecknehmer entstand die Garantieforderung des Zahlungsempfängers bis zu 400 DM. Aufgrund dieser Ausgestaltung war die Garantieregelung des Eurocheques kein Verstoß gegen das Akzeptverbot.

### Abstraktheit der Garantieforderung
Die Forderung des Zahlungsempfängers aus dem Garantievertrag war abstrakt. Einwendungen gegen die Garantieforderung, die aus dem Verhältnis zwischen der Bank und dem Scheckaussteller stammen (Deckungsverhältnis), konnten durch die Bank nicht erhoben werden. Solche Einwendungen können beispielsweise in einer fehlenden Kontodeckung des Scheckausstellers oder in dem Widerrufs des Schecks durch den Aussteller bestehen. Nur soweit Mängel in dem Zustandekommen oder im Bestand des Garantievertrags vorgetragen wurden, waren diese maßgeblich. Das war unter anderem dann der Fall, wenn der Kartenbesitzer nicht ihr rechtmäßiger Inhaber war. Waren dem Kunden die Vordrucke für den Eurocheque abhandengekommen und füllte sie ein Unbefugter mit der richtigen Kartennummer und unter Fälschung der Unterschrift aus, so kam beispielsweise ein Garantievertrag nicht zustande, weil die fehlende Vertretungsmacht des Unbefugten eine rechtshindernde Einwendung betreffend das Zustandekommen des Garantievertrags selbst ist. Die Bank haftete dem Schecknehmer aber aus Rechtsscheinsgesichtspunkten. Andere Einwendungen, die das Entstehen des Garantievertrags betreffen, sind sämtliche sonstige Fehler im Zustandekommen des Garantievertrags (Fehlen der Unterschrift usw.).

## Eurocheque-Karte als elektronische Debitkarte
Mit dem Aufkommen von Geldautomaten seit Ende der 1970er-/Anfang der 1980er-Jahre wurde die Eurocheque-Karte in mehreren Staaten – in Ergänzung ihrer traditionellen Funktion als Garantiekarte für Eurocheques – als deren Bedienungsmedium herangezogen. Gleichfalls wurde in diesen Staaten daran gedacht, die Eurocheque-Karte auch für den Einsatz an POS-Terminals zuzulassen. Damit wurde die dritte Phase der Entwicklung des Eurocheque-Systems eingeleitet und der erste Schritt zur Abschaffung des Eurocheques getan.
1981 beschloss die Eurocheque-Versammlung, die Voraussetzung für den internationalen Gebrauch der Eurocheque-Karte an Geldautomaten zu schaffen. 1982/1983 wurde eine Studie erarbeitet, welche die nationalen Geldautomatennetze als Ausgangsbasis hatte, die länderindividuellen Anforderungen an Geldautomatenstandards berücksichtigte und auf dieser Grundlage einen gemeinsamen Standard entwickelte. Damit war es ab dem 1. Juni 1984 möglich, grenzüberschreitende Pilottests durchzuführen. Bald wurde dieser Service unter dem „ec-Piktogramm“ zu einer Standardausstattung der Eurocheque-Karten und der europäischen Geldautomaten. Diese grenzüberschreitende Geldautomatenfunktion „ec-Piktogramm“ gab es in der Folge nicht nur auf Eurocheque-Karten, sondern sie wurde auch mit Bankkundenkarten verbunden, die keine Eurocheque-Garantiefunktion wahrnehmen konnten.
Der nächste Schritt zur Weiterentwicklung des Eurocheque-Systems wurde 1984 in der Eurocheque-Versammlung beschlossen, indem die Etablierung von POS-Systemen analysiert und für die grenzüberschreitende Verwendung der Eurocheque-Karte an POS-Terminals Lösungsansätze überlegt werden sollten. Konkrete Maßnahmen konnten jedoch – bedingt durch die vorerst zögerliche nationale Realisierung von POS-Systemen – erst 1987 diskutiert und 1988 in die Wege geleitet werden. In einem Projekt wurde „edc“, eine „electronic debit card“ entwickelt. 1989 wurde Eurocard International in das Projekt einbezogen, um den europäischen Geldinstituten ein abgestimmtes „Europackage“ anbieten zu können und die Einsatzgebiete der „edc“-Funktion in Zusammenarbeit mit MasterCard International auf außereuropäische Staaten ausdehnen zu können. In der Folge wurde dieses Projekt realisiert, wobei die Federführung Maestro International übertragen wurde. Diese Gesellschaft wurde für die grenzüberschreitende elektronische Debitfunktionen (ATM und POS) gegründet und steht zu 50 % im Eigentum von Europay International, einer 1992 aus der Zusammenführung von Eurocheque International und Eurocard International gebildeten Gesellschaft, und zu 50 % im Eigentum von MasterCard International.
Damit wurde „edc“ als europäische POS-Funktion neben dem „ec-Piktogramm“ als europäische ATM-Funktion eine weitere Funktion auf der Eurocheque-Karte sowie auf Bankkundenkarten ohne Eurocheque-Funktion.
Bedingt durch die fortschreitende Globalisierung der Wirtschaft unter besonderer Berücksichtigung des grenzüberschreitenden Zahlungsverkehrs wurden von Maestro International in Ergänzung zu den beiden europäischen Debitfunktionen „ec-Piktogramm“ und „edc“ globale Debitfunktionen für ATM- und POS-Nutzung unter dem Logo „Maestro“ angeboten. Die Maestro-Funktion verdrängte die europäischen Debitfunktionen sehr bald sowohl von europäischen Eurocheque-Karten als auch von europäischen Bankkundenkarten.
Die Eurocheque-Karte war damit, wenngleich die nationale Nutzung die größte Bedeutung behielt, eine weltweit einsetzbare elektronische Debitkarte geworden, wobei die Scheckgarantiefunktion zunehmend in den Hintergrund trat.

## Entwicklung von Eurocheque-Staaten, Eurocheque-Karten und grenzüberschreitenden Eurocheques

### Eurocheque-Staaten
1969 – im Startjahr des Eurocheques – nahmen 14 Staaten am Eurocheque-System teil: Sieben aktiv mit Kartenausgabe und Akzeptanz (Belgien, BR Deutschland, Frankreich, Großbritannien, Niederlande, Österreich und die Schweiz), sieben passiv nur mit Akzeptanz (Dänemark, Italien, Irland, Luxemburg, Norwegen, Schweden, Spanien). Das Eurocheque-Zeichen erschien damals auch auf Carte-Bleue- und Barclays-Kreditkarten. Nach dem Beitritt dieser national gültigen Kreditkarten zum Visa-Kreditkartensystem verloren sie die Eurocheque-Funktion, was 1983 und 1989 zu einem Rückgang der nichteinheitlichen Eurocheque-Karten führte.
Die europaweite Verbreitung des Eurocheque-Systems zeigte sich im Status per Ende 1998. Zu diesem Zeitpunkt hatte das Eurocheque-Systems 46 teilnehmende Staaten, davon 22 aktiv (Belgien, Dänemark, Deutschland, Finnland, Frankreich, Großbritannien, Irland, Israel, Italien, Kroatien, Luxemburg, Malta, die Niederlande, Österreich, Polen, Portugal, die Schweiz, Slowenien, Spanien, Tschechien, Ungarn, Zypern) und 24 passiv (Ägypten, Albanien, Algerien, Andorra, Armenien, Aserbaidschan, Bosnien-Herzegowina, Bulgarien, Georgien, Gibraltar, Griechenland, Island, Libanon, Litauen, Lettland, Marokko, Mazedonien, Rumänien, Russland, Slowakei, Tunesien, Türkei, Ukraine, Belarus). Damit war das Eurocheque-System in nahezu allen Staaten Europas präsent.
In der Deutschen Demokratischen Republik wurden erstmals am 25. August 1986 Eurocheques zugelassen.

### Eurocheque-Karten
Anfangs gab es ausschließlich – so wurden sie später genannt – nichteinheitliche Eurocheque-Karten im Design der jeweiligen Bankkarte mit einem Aufdruck des ec-Logos. Ab 1972 kamen die sogenannten einheitlichen Eurocheque-Karten mit dem bekannten Aussehen auf den Markt. In der Folge kamen immer mehr Aktivstaaten hinzu, meist zuerst mit nichteinheitlichen Eurocheque-Karten, die in der Folge in einheitliche Eurocheque-Karten umgewandelt wurden. Einschnitte gab es 1983, als die britischen Banken ihre Kreditkarten nicht mehr mit dem ec-Logo ausstatteten. Gleiches geschah 1989 mit den französischen Kreditkarten, womit die letzten nichteinheitlichen Eurocheque-Karten vom Markt verschwanden. Danach gab es nur noch einheitliche Eurocheque-Karten, Ende 2001 72,0 Millionen.
| Jahr | Einheitliche EC-Karten | Nichteinheitliche EC-Karten | Einheitliche und nichteinheitliche EC-Karten |
| ---- | ---------------------- | --------------------------- | -------------------------------------------- |
| 1969 | –                      | 4,9                         | 4,9                                          |
| 1970 | –                      | 7,3                         | 7,3                                          |
| 1971 | –                      | 11,2                        | 11,2                                         |
| 1972 | 5,3                    | 8,7                         | 14,0                                         |
| 1973 | 6,9                    | 10,4                        | 17,3                                         |
| 1974 | 8,6                    | 11,4                        | 20,0                                         |
| 1975 | 9,8                    | 11,8                        | 21,6                                         |
| 1976 | 11,4                   | 12,2                        | 23,6                                         |
| 1977 | 13,9                   | 13,6                        | 27,5                                         |
| 1978 | 15,8                   | 14,0                        | 29,8                                         |
| 1979 | 17,6                   | 15,9                        | 33,5                                         |
| 1980 | 19,6                   | 17,4                        | 37,0                                         |
| 1981 | 20,2                   | 17,6                        | 37,8                                         |
| 1982 | 20,5                   | 17,7                        | 38,2                                         |
| 1983 | 24,4                   | 7,6                         | 32,0                                         |
| 1984 | 25,3                   | 7,7                         | 33,0                                         |
| 1985 | 26,9                   | 8,3                         | 35,2                                         |
| 1986 | 30,4                   | 8,7                         | 39,1                                         |
| 1987 | 32,9                   | 9,1                         | 42,0                                         |
| 1988 | 34,4                   | 9,9                         | 44,3                                         |
| 1989 | 37,1                   | –                           | 37,1                                         |
| 1990 | 40,3                   | –                           | 40,3                                         |
| 1991 | 46,6                   | –                           | 46,6                                         |
| 1992 | 50,2                   | –                           | 50,2                                         |
| 1993 | 52,7                   | –                           | 52,7                                         |
| 1994 | 53,7                   | –                           | 53,7                                         |
| 1995 | 55,2                   | –                           | 55,2                                         |
| 1996 | 58,4                   | –                           | 58,4                                         |
| 1997 | 59,8                   | –                           | 59,8                                         |
| 1998 | 62,5                   | –                           | 62,5                                         |
| 1999 | 66,0                   | –                           | 66,0                                         |
| 2000 | 70,8                   | –                           | 70,8                                         |
| 2001 | 72,0                   | –                           | 72,0                                         |

### Eurocheques
Alle Zahlen, die sich nur auf grenzüberschreitende Eurocheques beziehen, geben nur einen Bruchteil der Bedeutung des Eurocheques als Zahlungsmittel wieder, denn der Eurocheque war in den meisten der aktiv am Eurocheque-System beteiligten Staaten auch der jeweils national eingesetzte Scheck. So überschritt die Anzahl der grenzüberschreitenden Eurocheques in der Regel in diesen Staaten selten 5 % aller ausgegebenen Schecks. 1988, im Spitzenjahr des Eurocheques, dürften zusätzlich zu den 50 Millionen grenzüberschreitenden Eurocheques etwa 950 Millionen Eurocheques in den jeweiligen Staaten ausgestellt worden sein. Insgesamt betrug der Gesamtbetrag der ausgestellten Eurocheques 1988 über 75 Milliarden Euro. In der Folge sind lediglich die Anzahl der grenzüberschreitend ausgestellten Eurocheques und der durch sie repräsentierten Scheckbeträge angeführt.
| Jahr | Anzahl (in Mio.) | Volumen (in Mrd. Euro) |
| ---- | ---------------- | ---------------------- |
| 1969 | 2,8              | 0,4                    |
| 1970 | 4,1              | 0,6                    |
| 1971 | 5,1              | 0,8                    |
| 1972 | 6,4              | 1,0                    |
| 1973 | 8,1              | 1,1                    |
| 1974 | 11,6             | 1,4                    |
| 1975 | 12,7             | 1,6                    |
| 1976 | 13,8             | 1,7                    |
| 1977 | 16,5             | 2,1                    |
| 1978 | 17,9             | 2,4                    |
| 1979 | 20,4             | 2,8                    |
| 1980 | 22,8             | 3,2                    |
| 1981 | 23,5             | 3,4                    |
| 1982 | 23,9             | 3,5                    |
| 1983 | 24,6             | 3,6                    |
| 1984 | 28,0             | 4,1                    |
| 1985 | 36,7             | 4,8                    |
| 1986 | 42,0             | 5,5                    |
| 1987 | 45,9             | 6,4                    |
| 1988 | 50,0             | 6,7                    |
| 1989 | 42,1             | 5,8                    |
| 1990 | 40,1             | 5,4                    |
| 1991 | 39,1             | 5,3                    |
| 1992 | 37,0             | 5,3                    |
| 1993 | 33,8             | 5,2                    |
| 1994 | 31,2             | 5,0                    |
| 1995 | 26,8             | 4,5                    |
| 1996 | 22,5             | 3,9                    |
| 1997 | 18,2             | 3,1                    |
| 1998 | 14,6             | 2,6                    |
| 1999 | 10,8             | 2,1                    |
| 2000 | 7,5              | 1,6                    |
| 2001 | 4,6              | 1,1                    |

## Auslaufen der Eurocheque-Garantie
Aufgrund der stark zunehmenden elektronischen Debitfunktionen an POS und ATM und der abnehmenden Bedeutung des auf Papier beruhenden Eurocheques hat sich der Board of Directors von Europay International am 22. April 1999 entschlossen, die Eurocheque-Garantie mit Ende 2001 einzustellen. Als Konsequenz dieser Entscheidung wurden von den europäischen Geldinstituten keine Eurocheque-Karten mit einem Ablaufdatum über 2001 hinaus mehr ausgegeben und die Zahl der noch ausgegebenen Eurocheque-Vordrucke zurückgeführt, so dass mit Jahresende 2001 nur noch eine geringe Anzahl von Eurocheque-Vordrucken im Besitz von Berechtigten war. Seit Anfang 2002 sind die auf einem Eurocheque-Vordruck ausgestellten Schecks lediglich normale Schecks aufgrund der jeweiligen Scheckgesetze.
Gründe für das Auslaufen
Der entscheidende Nachteil für jedes scheckgebundene Zahlungsmittel ist, dass es nicht gelang, den Scheck maschinenfähig zu machen. Das Eurocheque-System war bedingt durch papiergebundene Abwicklung immer mit relativ hohen Kosten verbunden. Diese bei Weitem nicht vom verrechneten Entgelt des Eurocheque-Ausstellers gedeckten Kosten wurden anfangs von den Geldinstituten aufgrund der geringen Stückanzahl in Kauf genommen. Man hatte jedoch nicht mit einer derartig hohen Zahl an Eurocheque-Zahlungen gerechnet. Auch Preiserhöhungen konnten dieses Problem nicht lösen.
Ein weiteres Merkmal des Eurocheque-Systems war, dass die Personen, die einen Eurocheque erfüllungshalber annahmen, keinen Beitrag für die Kosten des Zahlungsverkehrs zu leisten hatten. Für den Eurocheque-Karteninhaber hatte dies zwar den Vorteil, dass sich sehr schnell ein breitgefächertes Akzeptanznetz etablierte. Allerdings führte es auch dazu, dass das Eurocheque-System nie kostendeckend war. Die Einführung eines Einreichungsentgelts war nur limitiert möglich und damit nicht ausreichend.
Dazu kamen in zunehmendem Maße die Risikokosten, die durch Verlust, Diebstahl und Fälschung von Eurocheques und Eurocheque-Karten entstanden und welche die Geldinstitute außerstande waren, zur Gänze selbst zu tragen. Selbst tragen mussten die Geldinstitute die Delkrederekosten, die durch Missbrauch der Eurocheque-Aussteller selbst entstanden. Diese konnten nur durch Ausgabe von weniger Eurocheques reduziert werden, da ein einmal ausgestellter Eurocheque garantiert war.

## Weiterführende Literatur
- Ewald Judt: Der eurocheque 1968–2001. In: Bank-Archiv 4/2000, S. 291 ff
- Ewald Judt: Der eurocheque 1968–2001 – ein Nachtrag. In: Bank-Archiv 2/2003, S. 136 ff